# Grotta del lago di Como
Il sistema di grotte appartenenti al complesso del Releccio Alfredo Bini, è situato sulla Grigna settentrionale, nei pressi di Lecco, rappresenta il secondo sistema ipogeo più profondo d'Italia, raggiungendo i −1313 metri, con uno sviluppo totale di 25580 m.

## Descrizione
Nel campo speleologico il Gruppo delle Grigne è noto per i suoi abissi, in gran parte ancora non esplorati, che sono tra i più profondi d'Italia.
L'inizio dell'esplorazione del complesso inizia nel 1983, con la scoperta della grotta battezzata W Le Donne che nel giro di pochi anni viene discesa fino a profondità superiori ai -1000 metri, divenendo la prima grotta italiana al di fuori delle Alpi Apuane a superare questo limite.
Il complesso è formato dalle seguenti grotte:
- Abisso delle Spade
- Falso P30
- P30 con Tre ingressi
- W le Donne
- Abisso Kinder Brioschi
- Pingu
- Grotta Transpatrizia
- I Ching
- Il mostro
- Maxi Conoide
- Abisso Antica erboristeria
- Abisso dei Coltellini
- Il buffer
- Abisso Orione
- Cassiopea

L'ingresso è sul versante del Moncodeno, cresta di Piancaformia. L'acqua che percorre queste grotte costituisce la sorgente del Fiumelatte, situata a 8 km di distanza, nel comune di Varenna e ha collegamenti con l'orrido di Bellano.
Come in molti dei sistemi di grotte più sviluppati della Lombardia il complesso si origina nella formazione del Calcare di Esino, costituito da rocce molto carsificabili affioranti per grandi superfici e con spessore elevato.

## Bibliografia

Galleria d'immagini
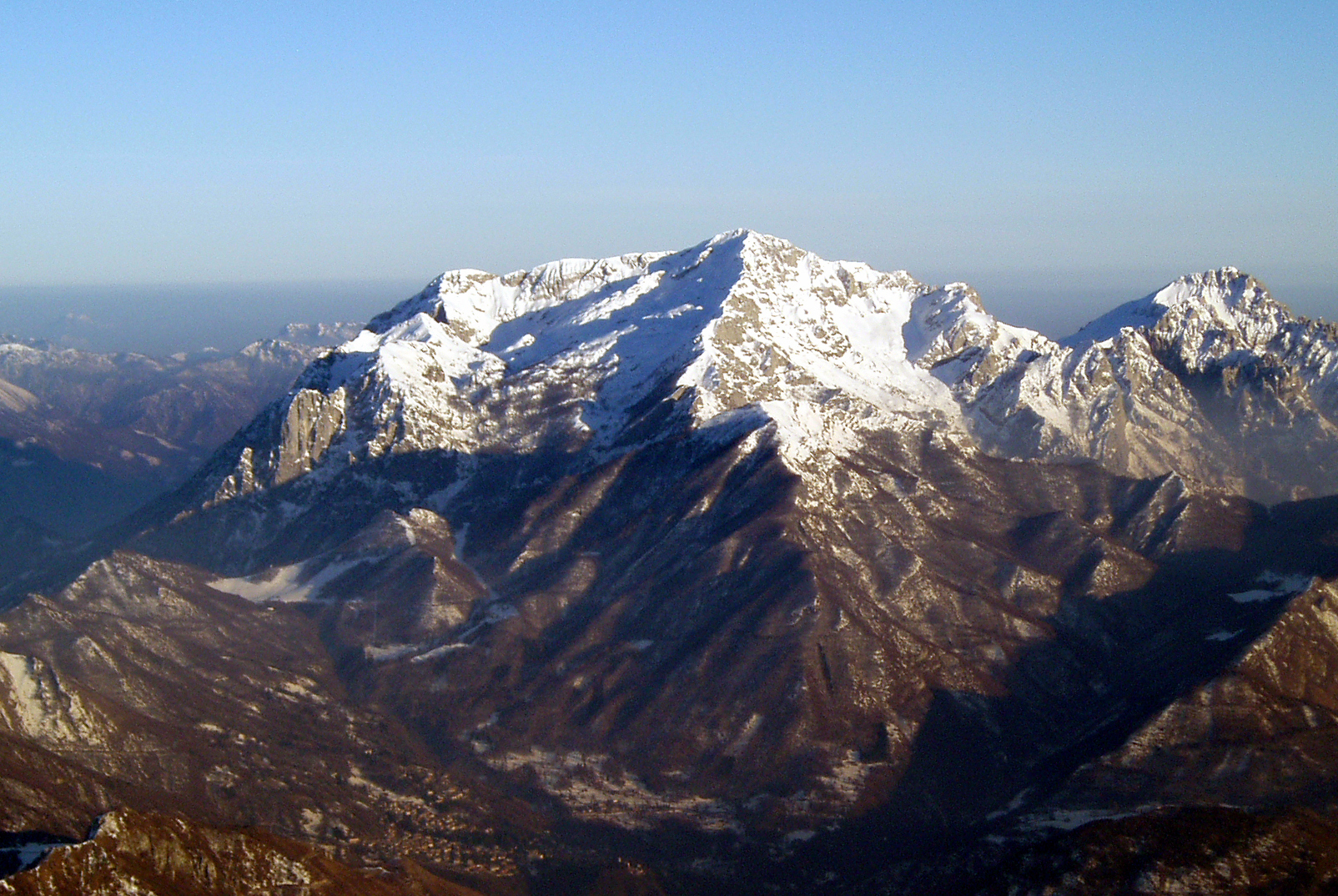
Conca di Moncodeno (a sinistra) e Conca di Releccio (sulla destra)
Il versante del Circo di Releccio dalla Cima di Eghen